# Liban Martens
Liban Prosper Marie Martens (Leupegem, 8 september 1911 - Oudenaarde, 11 september 2000) was een Belgisch syndicalist en politicus voor de Liberale Partij en diens opvolger PVV.

## Levensloop
Beroepshalve bediende, werd Martens in 1958 gemeenteraadslid van Oudenaarde. Hij was ook een tijdlang voorzitter van het OCMW van Oudenaarde. Hij werd in 1958 verkozen tot liberaal volksvertegenwoordiger voor het kiesarrondissement Oudenaarde en vervulde dit mandaat tot in 1968.
Daarnaast was hij actief als secretaris voor de Vrije Werkersbond te Oudenaarde, alsook privé-secretaris van Alfred Amelot, volksvertegenwoordiger en burgemeester van het Oost-Vlaamse Zingem. In de hoedanigheid van secretaris van de Vrije Werkersbond werd hij later opgevolgd door zijn zoon Jean-Pierre Martens.